# La Selva de Mar

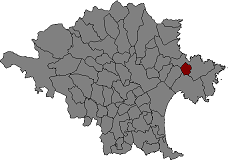
Położenie gminy na mapie comarki Alt Empordà.

La Selva de Mar – gmina w Hiszpanii,  w Katalonii, w prowincji Girona, w comarce Alt Empordà.
Powierzchnia gminy wynosi 7,19 km². Zgodnie z danymi INE, w 2005 roku liczba ludności wynosiła 216, a gęstość zaludnienia 30,04 osoby/km². Wysokość bezwzględna gminy równa jest 48 metrów.

## Demografia
| 1991 | 1996 | 2001 | 2004 | 2005 |
| ---- | ---- | ---- | ---- | ---- |
| 167  | 182  | 197  | 207  | 216  |